# آتودسک مدیا
آتودسک مدیا (انگلیسی: Autodesk Media) شرکت نرم‌افزار کانادایی آمریکایی است، که در سال ۱۹۹۱ تأسیس شد.